# Carl-Gustaf Lindstedt
Carl-Gustaf Lindstedt (født 24. februar 1921 i Stockholm, død 16. januar 1992 samme sted) var en svensk komiker og skuespiller.

## Liv og karriere
Lindstedt var søn af en socialdemokratisk politiker og voksede op på Kungsholmen i Stockholm, hvor der nu er en gade opkaldt efter ham. Her startede han også sit skuespil i en lokal teaterklub. Fra 1940'erne var Lindstedt tilknyttet Casinoteatern. Han blev hurtigt en af publikums favoritter på teatret, hvor han senere mødte sin kollega Arne Kallerud. Lindstedt og Kallerud lavede mange revyer, film og radioprogrammer sammen. Specielt deres radioprogrammer blev en succes i slutningen af 1950'erne. I 1957 startede Lindstedt og Kallerud deres eget teater ved navn Nöjeskatten i Södermalm. De drev dette teater frem til midten af 1960'erne.
Lindstedt blev mest kendt for at være komiker, men han var også aktiv i dramaer. Hans film omfatter blandt andet Rötmånad (1970) og Manden på taget (1976), hvor han spillede detektiven Martin Beck. I 1970 vandt han en Guldbagge for bedste mandlige hovedrolle i filmen Harry Munter (1969).

## Privatliv
Fra 1943 og frem til sin død var Carl-Gustaf Lindstedt gift med Tully Johansson (1921–2003). Sammen fik de tre børn, Pierre (født 1943), Pia (født 1949) og Peggy (født 1958). Førstnævnte blev også skuespiller.
Lindstedt døde 70 år gammel af et hjerteanfald den 16. januar 1992.

## Udvalgt filmografi
- Lilla Märta kommer tillbaka (1948, ukrediteret)
- Løjer med Decameron (1949)
- Pippi Langstrømpe (1949)
- Motordjævlen (1950)
- Madam Anderssons Kalle (1950, ukrediteret)
- Garnisonens gæve gutter (1950, ukrediteret)
- Toldere og syndere (1951, ukrediteret)
- Hun dansede en sommernat (1951)
- Hård klang (1952, ukrediteret)
- Han glemte hende aldrig (1952, ukrediteret)
- 69, sergenten og jeg (1952)
- Kvindedrømme (1955, ukrediteret)
- Sommernattens smil (1955, ukrediteret)
- Pige søger natkvarter (1956)
- Slottet Gripsholm (1963)
- Wild West Story (1964)
- Dirch og blåjakkerne (1964, ukrediteret)
- Vi vilde vikinger (1965)
- Bil-professoren (1965)
- Pigen og millionæren (1965)
- Harry Munter (1969)
- Rötmånad (1970)
- Manden, som holdt op med at ryge (1972)
- Pappas pojkar (tv-serie, 1973)
- Manden på taget (1976)
- Blomstrende tider (1980)
- Babels hus (tv-serie, 1981)
- Mig og damerne (1983)
- Kalabaliken i Bender (1983)
- Arilds tid (1988)